# Rachispoda condyla
Rachispoda condyla är en tvåvingeart som beskrevs av Wheeler 1995. Rachispoda condyla ingår i släktet Rachispoda och familjen hoppflugor. Inga underarter finns listade i Catalogue of Life.